# Az egyenjogú nem
Az egyenjogú nem vagy Emelt fővel (eredeti cím: On the Basis of Sex) 2018-as amerikai életrajzi filmdráma, amelyet Mimi Leder rendezett. A főbb szerepekben Felicity Jones, Armie Hammer, Justin Theroux, Sam Waterston, Kathy Bates látható.
A film világpremierje az Amerikai Filmintézeten volt 2020. november 8-án. Az Amerikai Egyesült Államokban 2020. december 25-én mutatták be a mozikban.

## Cselekmény
A film három időszakon keresztül követi nyomon Ruth Bader Ginsburg amerikai legfelsőbb bíró felemelkedését.

### 1956
Ruth Bader Ginsburg egyike annak a kilenc nőnek, akik a Harvard jogi karán kezdik meg első félévüket. Egy férfiak uralta környezetben kell helytállnia. Ruthnak van egy kislánya, férje, Marty pedig másodéves a jogi egyetemen. Marty később rákos beteg lesz. Ő is részt vesz az órákon és begépeli a munkáit, hogy a férfi folytatni tudja a tanulmányait. Egy, a kar dékánja által szervezett vacsorán megkérdezik tőle, miért foglal el egy olyan helyet, amelyet egy férfi is elfoglalhatott volna. Évfolyamelsőként diplomázik.

### 1959
Két évvel azután, hogy férje betegsége enyhül, egy New York-i cég alkalmazza. Ruth megkéri a harvardi dékánt, Erwin Griswoldot arra, engedélyezze számára a jogi tanulmányok befejezését a New York-i Columbia Egyetemen. Grisworld azonban ragaszkodik az egyetem érvényben lévő egyetemi szabályaihoz, és elutasítja a kérését. Ruth ezután mégis átiratkozik a Columbia Egyetemre. Bár osztályelső volt, nem tudott állást találni. Az összes cég, ahová jelentkezik, elutasítja, mert nő. Ezután elfogadja a New Jersey-i Rutgers Egyetem jogászprofesszori állását, és a „nemi diszkrimináció és a jog” témakörére szakosodik.

### 1970 és az azt követő évek
Ruth Bader Ginsburgnak és Marty Ginsburgnak van egy lánya, Jane és egy fia, James Steven. Ginsburg, aki adóügyi jogászként dolgozik, egy nemi diszkriminációval kapcsolatos ügyet mutat be neki, ami felkelti az érdeklődését. Charles Moritz ügyéről van szó, ugyanis hajadon férfiként nem vonhatja le az adójából az édesanyja ápolásának költségeit. Ez csak a nőknek vagy az özvegyeknek jár, a nőtlen férfiaknak nem. 1970-ben nem kevesebb, mint 178 olyan amerikai törvény létezett, amely különbséget tett a nemek között, és amelyben a nőket általában hátrányos megkülönböztetés érte. Ruth Ginsburg ebben az ügyben lehetőséget lát arra, hogy az esetjogban irányváltást érjen el. Az 1970-es évek változó korszellemétől felbuzdulva Bader Ginsburg látja a pillanatot, hogy az esetjogot ennek megfelelően megváltoztassa. Az Amerikai Polgári Szabadságjogok Uniója nevű polgárjogi szervezet Mel Wulf támogatásával elvállalta az ügyet, és a denveri szövetségi fellebbezési bíróság elé vitte.
Ruth Ginsburg egykori professzorai képviselik a kormányt a fellebbezési bíróság előtt, és meg akarják akadályozni a törvénymódosítások lavináját, amelyek például a nők számára minden szakmához és hivatalhoz hozzáférést biztosítanának. Érvelésük szerint a nemek törvény általi egyenlőtlen bánásmódja megfelel a természetes rendnek, és a család védelmét szolgálja. Ginsburg ezzel szemben az Egyesült Államok alkotmányának 5. kiegészítésével érvel, amely mindenkinek garantálja a tisztességes és pártatlan bírósági eljáráshoz való jogot. Ez az úgynevezett Due Process Clause minden emberre vonatkozik. Ezért az ő érvelése szerint az olyan törvényeknek, amelyek hallgatólagosan vagy kifejezetten megkülönböztetik a nemeket, alkotmányellenesnek kell lenniük. Fellebbezésével Ruth Bader Ginsburg precedenst teremt, amely megnyitja az utat a jogi nemi megkülönböztetés fokozatos eltörlése előtt. Személyes hivatását nőjogi aktivistaként találja meg, aki azért küzd, hogy az alkotmány egyenlőségi elve a gyakorlati életben is érvényesüljön.
A zárójelenetben a fellebbezési bíróság egyhangúlag Moritz javára döntött. Ruth később társalapítója volt az ACLU Női Jogi Projektjének, amely számos, Bozarth által azonosított, nemi alapú törvényt megsemmisített, és 1993-ban a szenátus 96:3 arányban megszavazta, hogy ő legyen az Egyesült Államok Legfelsőbb Bíróságának társbírája. Az utolsó jelenetben a valódi Ginsburg sétál fel a Legfelsőbb Bíróság épületének lépcsőjén.

## Szereplők
| Szerep                           | Színész                | Magyar hang     |
| -------------------------------- | ---------------------- | --------------- |
| Ruth Bader Ginsburg              | Felicity Jones         | Gáspár Kata     |
| Martin D. Ginsburg               | Armie Hammer           | Szatory Dávid   |
| Melvin "Mel" Wulf                | Justin Theroux         | Király Dániel   |
| Dorothy Kenyon                   | Kathy Bates            | Zsurzs Kati     |
| Erwin Griswold                   | Sam Waterston          | Varga T. József |
| Jane C. Ginsburg                 | Cailee Spaeny          | Ruszkai Szonja  |
| James Steven Ginsburg            | Callum Shoniker        |                 |
| James H. Bozarth                 | Jack Reynor            | Tokaji Csaba    |
| Ernest Brown professzor          | Stephen Root           |                 |
| Gerald Gunther professzor        | Ronald Guttman         |                 |
| Charles Moritz                   | Chris Mulkey           | Rosta Sándor    |
| William Edward Doyle bíró        | Gary Werntz            | Szersén Gyula   |
| Frederick Alvin Daugherty bíró   | Francis X. McCarthy    |                 |
| William Judson Holloway Jr. bíró | Ben Carlson            |                 |
| Harriet Griswold                 | Wendy Crewson          |                 |
| Tom Miller                       | John Ralston           |                 |
| Dr. Wyland Leadbetter            | Arthur Holden          |                 |
| Emily Hicks                      | Angela Galuppo         |                 |
| tiltakozó vezető                 | Arlen Aguayo-Stewart   |                 |
| Millicent                        | Holly Gauthier-Frankel |                 |
| Greene                           | Tom Irwin              |                 |
| önmaga                           | Ruth Bader Ginsburg    |                 |

### Magyar változat
- Főcím: Korbuly Péter
- Magyar szöveg: Kovács Zsuzsa
- Hangmérnök: Bán Péter
- Vágó: Kozma Judit
- Gyártásvezető: Farkas Márta
- Szinkronrendező: Nikodém Gerda

A szinkront a Mikroszinkron készítette el.

## A film készítése
Robert W. Cort volt a film producere a Participant Media révén. 2017. július 18-án a Deadline arról számolt be, hogy a filmet Mimi Leder fogja rendezni. A forgatás 2017 végén kezdődött Montreal Quebecben, és októberben, a forgatás kezdetén Justin Theroux, Kathy Bates, Sam Waterston, Jack Reynor, Stephen Root és Cailee Spaeny színészekkel egészült ki a stáb.
A film forgatókönyve, amelyet Daniel Stiepleman (Ginsburg unokaöccse) írt, 2014-ben felkerült az év legjobb le nem gyártott forgatókönyveinek feketelistájára.

## Bemutató
A filmet a tervek szerint 2018. november 9-én mutatta volna be a Focus Features, de eltolták a 2018. december 25-i limitált bemutatóra, és 2019. január 11-én került széles körben a mozikba. Világpremierje az AFI Festen volt 2018. november 8-án.